# 杨箕玉虚宫
杨箕玉虚宫又名玄帝庙、北帝庙，位于中国广东省广州市越秀区梅花村街道杨箕村泰兴直街60号，是一座道教宫观。

## 历史
其始建于明朝万历年间，先后经历八次重修，最后一次为1989年12月，至今仍保留明清时期建筑风格。2002年9月1日被公布为广州市登记文物保护单位。在2010年杨箕村拆迁改造，玉虚宫成为唯一得以保留的古建筑。

## 建筑
占地面积312平方米，建筑为砖木结构，深21米、宽8.3米，共174.3平方米，两进大厅，中间为天井。正殿供奉玄天北帝神像一尊，两旁有华光、康公立神各一尊。正门石刻“玉虚宫”及槛联为清代进士鲍俊手迹。东西两廊墙壁镶嵌十块石碑，分别东侧四块、西侧六块，其中八块为重修碑记，六块为清代、两块为近代，另两块石碑刻有“奉宪均段三乡碑文”记载清朝乾隆年间冼村、大水圳（天河村）、簸箕村（杨箕村）三乡村民水利纠纷及官府处理办法。2015年8月，包括头门牌匾“玉虚宫”石刻和庙内9方石刻入选为广州市第八批文物保护单位。